# Pætursfjall, Sandoy
Pætursfjall är ett berg i Färöarna (Kungariket Danmark). Det ligger i sýslan Sandoyar sýsla, i den sydöstra delen av landet, 19 km söder om huvudstaden Tórshavn. Toppen på Pætursfjall är 447 meter över havet. Pætursfjall ligger på ön Sandoy. Närmaste större samhälle är Tórshavn, 19,1 km norr om Pætursfjall. 